# Центр інформації та документації НАТО в Україні
Центр інформації та документації НАТО в Україні (ЦІДН) — заснований у травні 1997. Входить у структуру Відділу громадської дипломатії НАТО.
Центр розташовувався у Києві по вулиці Юрія Іллєнка у приміщенні Інституту міжнародних відносин Київського національного університету імені Тараса Шевченка. Приміщення для Центру надане Урядом України.

## Місія і діяльність
Центр:
- Поширює знання про НАТО в Україні, її діяльність та поточні справи, про різноманітні аспекти співпраці Україна – НАТО серед української громадськості.
- Надає допомогу Україні в реалізації Річних національних програм, підтримує Україну у політичному діалозі між Україною і НАТО.

Центр діє за трьома основними напрямами:
- Інформація про діяльність НАТО та розвиток відносин між Україною і НАТО.
- Комунікаційні проекти: семінари, телеконференції, брифінги, мультимедійні проекти та інтерв’ю, спрямовані на поліпшення розуміння НАТО і співпраці між Україною та НАТО в Україні. Центр виділяє гранти офіційно зареєстрованим українським неурядовим організаціям на реалізацію ініціатив, пов’язаних із діяльністю НАТО та/чи відносинам Україна – НАТО.
- Візити: ЦІДН організовує прес-тури для представників українських мас-медіа, робочі та офіційні візити представників НАТО до України. ЦІДН також організовує інформаційні візити для представників української громадськості, включаючи урядовців, студентів і викладачів, представників мас-медіа та неурядових організацій до штаб-квартири НАТО і ВГК ОЗС у Європі (SHAPE).

## Керівники Центру інформації і документації НАТО
1. Роман Ліщинський (травень—листопад 1997[1])
2. Наталі Мельничук-Гулд (1997—2002)[2]
3. Мішель Дюре (2002—2010)[3]
4. Наталія Немилівська (2010—2017)[4]
5. Барбора Маронкова (2017—2020)[5]
6. Вінета Кляйне (з жовтня 2020)[6]